# Calliaxina sakaii
Calliaxina sakaii is een tienpotigensoort uit de familie van de Callianassidae. De wetenschappelijke naam van de soort is voor het eerst geldig gepubliceerd in 1979 door de Saint Laurent & Le Loeuff.